# Königsberger System
Als Königsberger System wurde ein Modell der Kommunalverwaltung von Königsberg i. Pr. bezeichnet. Es machte in ganz Deutschland Schule.

## Geschichte
Auf Anregung von Oberbürgermeister Hans Lohmeyer gliederte Königsbergs Stadtverwaltung nach dem Ersten Weltkrieg städtische Betriebe aus. Das Elektrizitätswerk, die Straßenbahn Königsberg, das Gaswerk, die Wasserwerke (Hardershof) mit Warmbädern und öffentlichen Brunnen sowie die Kanalisationswerke mit öffentlichen Bedürfnisanstalten wurden nach und nach aus der (schwerfälligen) Behördenstruktur gelöst und in eine Gesellschaftsform gebracht. Schließlich wurden sie zur Königsberger Werke und Straßenbahn G.m.b.H. zusammengefasst. Die Geschäftsanteile blieben im kommunalen Besitz und der Einfluss der städtischen Körperschaften blieb im Wesentlichen gewahrt. Das System wurde beispielhaft für andere deutsche und auch ausländische Städte. Zum Königsberger System gehörte die Königsberger Kundenkredit GmbH, die
Walter Kaminsky 1926 in der Junkerstraße 8 als erste Kundenkreditbank gegründet hatte.

### Betriebe
- Straßenreinigung und Müllabfuhr: Königsberger Fuhrgesellschaft. Sie verlor 1939 die Gesellschaftsform und wurde als städtischer Eigenbetrieb mit erheblicher Selbständigkeit im Finanz- und Verwaltungswesen weitergeführt.[3]
- Veranstaltungen der Deutschen Ostmesse: Meßamt Königsberg Pr. G.m.b.H.[3]
- Hafenbetrieb: Hafenbetriebsgesellschaft m.b.H. Die Hafenbetriebsgesellschaft wurde 1931 unter Beteiligung des Freistaats Preußen und unter Erweiterung der Aufgaben in die Königsberger Hafengesellschaft umgewandelt. Zu ihren Betriebsaufgaben kam die Unterhaltung der Strom- und Hafenbauten sowie der Schifffahrtsanlagen, die bis dahin durch eine städtische Baudienststelle wahrgenommen worden war.[3]

### Sonstige Beteiligungen
Mit der Stadt verwaltungsmäßig verbunden war die Stiftung für gemeinnützigen Wohnungsbau. Neben anderen Gebietskörperschaften war die Stadt noch an der 1929 gegründeten Flughafen-Gesellschaft (für den Flughafen Devau) beteiligt.